# Nenad Puljezević
Nenad Puljezević (im ungarischen Nationalteam Puljezevics Nenad; * 13. März 1973 in Belgrad) ist ein serbisch-ungarischer Handball-Torwarttrainer und ehemaliger Handballspieler. 
Puljezević war zu seiner aktiven Zeit Handballtorwart.

## Karriere
Nenad Puljezević unterschrieb seinen ersten Profivertrag beim RK Roter Stern Belgrad. Mit den Hauptstädtern wurde er mehrmals Meister und Pokalsieger und stieg zum Nationalspieler auf. 1998 wechselte er zum Ligakonkurrenten RK Lovćen Cetinje. Nach 4 Jahren heuerte er schließlich im Ausland beim ungarischen Spitzenteam SC Pick Szeged an. Dort erreichte Puljezević Kultstatus und wurde 2006 und 2008 Pokalsieger sowie 2007 Meister. 2009 wechselte er zum serbischen Klub RK Kolubara. Am 3. November 2009 unterzeichnete er schließlich einen Vertrag mit der TSV Hannover-Burgdorf, der Gültigkeit bis zum Ende der Saison 2011/2012 hatte. Anschließend hütete er ein weiteres Jahr das Tor von Hannover. 2013 beendete er seine Karriere. Puljezević wurde im April 2014 vom Zweitligisten TV Hüttenberg reaktiviert. Zur Saison 2014/15 erhielt er einen Einjahresvertrag beim Schweizer Verein Kadetten Schaffhausen, bei dem er als Backup für die beiden etatmäßigen Torhüter fungieren soll. Außerdem war er Torwarttrainer des Profiteams, der Nachwuchsteams und der Swiss Handball Academy. Im Sommer 2015 schloss sich Puljezević dem Oberligisten TuS 04 Kaiserslautern-Dansenberg an, bei der er zusätzlich die 2. Mannschaft trainierte.
Nenad Puljezević hatte bis 2006 bereits 50 Länderspiele für die Nationalmannschaft bestritten und mit Jugoslawien bei der Handball-Weltmeisterschaft der Männer 2001 die Bronzemedaille gewonnen. Trotzdem stand er die meiste Zeit über im Schatten von Dejan Perić und Arpad Šterbik. Als das ungarische Team schließlich im Sommer 2006 für die anstehende Handball-Weltmeisterschaft der Männer 2007 in Deutschland noch einen erfahrenen Torwart an der Seite von Nándor Fazekas suchte, fragte man nach Šterbiks Absage Nenad Puljezević. Dieser willigte ein, erhielt aber erst zwei Tage vor Abflug nach Deutschland seinen neuen Pass. Bei der Weltmeisterschaft zeigte er eine starke Leistung und war maßgeblich am ungarischen Einzug in die Hauptrunde beteiligt. Bei der Europameisterschaft 2008 belegte er den achten, bei der Weltmeisterschaft 2009 den sechsten und bei der Europameisterschaft 2010 den 14. Platz.
Im Anschluss an seine Spielerkarriere übernahm er das Torwarttraining beim RK Partizan Belgrad. Im August 2018 erlitt er einen Herzinfarkt, von dem er sich erholen konnte. Im Jahr 2020 gewann er als Torwarttrainer mit dem katarischen Verein Al-Arabi SC die katarische Meisterschaft.